# Aché Coelo
Aché Ahmat Moustapha (Yamena, 16 de julio de 1985) es una socióloga y directora de cine chadiana.

## Biografía
Aché Ahmat Moustapha nació en Yamena el 16 de julio de 1985. Trabajó en el departamento de mercadeo de la cadena de hoteles Kempinski. Dejó de trabajar con su esposo para convertirse en directora comercial de una subsidiaria de Canal plus antes de ayudar con las comunicaciones de Unicef en Chad.

## Carrera
De 2009 a 2011, fue presentadora del programa de entrevistas "Espace Jeunes".
Lidera la asociación chadiana de culturas mixtas que patrocina proyectos artísticos, incluido el libro Retratos de mujeres chadianas. En este libro, Coelo y Salma Khalil documentan la vida de 100 mujeres chadianas.
Fundó el festival de cine FETCOUM, financiado en parte por la embajada francesa. El festival de cortometrajes se desarrolló en Chad durante cuatro días en junio de 2018. El consejo independiente tiene como objetivo asesorar al presidente francés sobre la relación subyacente entre Francia y África.
En julio de 2019 fue nombrada miembro del Consejo Presidencial para África de Emmanuel Macron. Se unió a Vanessa Moungar, quien también era activista de género de Chad.

## Trabajos
- Between Four Walls (película de 2014)
- Al-Amana (película)
- A Day at School in Chad (película de 2018)
- Portrait of Chadian Women (libro escrito junto con Salma Khalil )